# وو دی (بازیکن سافت‌بال)
وو دی (انگلیسی: Wu Di؛ زادهٔ ۱ مارس ۱۹۸۲) بازیکن سافت‌بال زن اهل چین بود. در بازی‌های المپیک تابستانی ۲۰۰۴ شرکت کرده‌است.